# Księstwo chełmskie

Chorągiew księstwa chełmskiego

Księstwo chełmskie – część księstwa halicko-włodzimierskiego, po walkach z Litwinami lenno Królestwa Polskiego od 1366, w 1378 r. utracone na rzecz Węgier, odzyskane i inkorporowane do Polski w 1387. 
Stolicą księstwa był Chełm, założony w 1235 r. przez Daniela Romanowicza, który od 1240 r. ustanowił ten gród stolicą księstwa halicko-włodzimierskiego i siedzibą biskupstwa. Jego syn, Lew Halicki, przeniósł swą rezydencję do Lwowa i odtąd księstwo chełmskie pełniło co najwyżej rolę księstwa udzielnego – dzielnicy członków rodu Romanowiczów, aż znalazło się pod panowaniem polskim, litewskim, węgierskim i znowu polskim jako ziemia chełmska.

## Władcy księstwa
Rurykowicze
- Szwarno (1264 - 1269)
- Jerzy Lwowic (1269 – 1301)
- Daniel Ostrogski (1352 - 1366)

Giedyminowicze
- Jerzy Narymuntowicz (1366 – 1377)